# Ryszard Jędruch
Ryszard Jędruch (ur. 18 sierpnia 1967 w Tryńczy) – samorządowiec, wójt gminy Tryńcza.

## Życiorys
Ukończył studia na Akademii Ekonomicznej w Krakowie i studia podyplomowe z zakresu integracji europejskiej na Uniwersytecie Marii Curie-Skłodowskiej w Lublinie.
Od 1983 członek, a od 1992 komendant straży grobowej w parafii Tryńczy. W latach 1992–2002 był także sołtysem wsi Tryńcza, a w latach 2000–2001 jednocześnie przewodniczącym Komitetu Telefonizacji Wsi Tryńcza. W latach 1994–2002 był radnym Rady gminy w Tryńczy.
W 2002 został wybrany na wójta gminy Tryńcza z ramienia Komitetu Wyborczego Wyborców Prawica Ziemi Trynieckiej. W 2006, 2010, 2014 i 2018 uzyskiwał reelekcję na kolejne kadencje; w ostatniej z tych elekcji z ramienia Prawa i Sprawiedliwości, do którego uprzednio wstąpił.
Od 2011 prezes Gminnego Zarządu OSP. Dwukrotnie został wyróżniony tytułem najlepszego wójta województwa podkarpackiego (2011 i 2014). Wyróżniony także tytułem Samorządowy Menadżer Roku 2013. Za 2018 rok otrzymał tytuł Wójta Roku 2018.
W 2015 i 2019 kandydował do Sejmu z listy PiS. Nie uzyskiwał mandatu, otrzymując odpowiednio 3492 i 3517 głosów.

## Odznaczenia
- W grudniu 2017 odebrał z rąk wojewody podkarpackiego Złoty Medal Prezydenta RP „za długoletnią służbę”, za wyjątkową sumienność w wykonywaniu obowiązków na rzecz społeczności lokalnej[11].
- W grudniu 2020 odebrał z rąk wicemarszałka województwa podkarpackiego Odznakę honorową „Zasłużony dla Kultury Polskiej”, za wieloletnią działalność w straży grobowej[12].
- 14 kwietnia 2022 został przez abpa Adama Szala odznaczony srebrnym medalem „Pro Ecclesia Premisliensi”, za zasługi dla kościoła[13].
- 27 maja 2022 został przez Prezydenta RP Andrzeja Dudę odznaczony Medalem Stulecia Odzyskanej Niepodległości, za zasługi w działalności lokalnej[14].